# Start Lublin
O Miejski Klub Sportowy Start Lublin , também conhecido por TBV Start Lublin por motivos de patrocinadores, é um clube profissional de Basquetebol localizado em Lublin, Polónia que atualmente disputa a Liga Polonesa (PLK). Manda seus jogos na Arena Globus com capacidade para 5.000 pessoas. 

## Histórico de temporadas
| Temporada | Nível | Liga   | Pos.                                  | V/D                                   | PL                                    | Resultado                             | Copa da Polônia   | Competições europeias    |
| --------- | ----- | ------ | ------------------------------------- | ------------------------------------- | ------------------------------------- | ------------------------------------- | ----------------- | ------------------------ |
| 2010-11   | 2     | I Liga | 12                                    | 10-20                                 |                                       |                                       |                   |                          |
| 2011-12   | 2     | I Liga | 12                                    | 11-17                                 |                                       |                                       |                   |                          |
| 2012-13   | 2     | I Liga | 8                                     | 16-14                                 | 0-3                                   | Quartas de finais                     |                   |                          |
| 2013-14   | 2     | I Liga | 8                                     | 15-11                                 | 5-3                                   | Promovidosemifinais                   |                   |                          |
| 2014-15   | 1     | PLK    | 14                                    | 9-21                                  |                                       |                                       |                   |                          |
| 2015-16   | 1     | PLK    | 17                                    | 4-28                                  |                                       |                                       |                   |                          |
| 2016–17   | 1     | PLK    | 15                                    | 8-24                                  |                                       |                                       |                   |                          |
| 2017–18   | 1     | PLK    | 9                                     | 17-15                                 |                                       |                                       | Quartas de finais |                          |
| 2018–19   | 1     | PLK    | 10                                    | 13-17                                 |                                       |                                       |                   |                          |
| 2019–20   | 1     | PLK    | Interrompido por Pandemia de COVID-19 | Interrompido por Pandemia de COVID-19 | Interrompido por Pandemia de COVID-19 | Interrompido por Pandemia de COVID-19 | Quartas de finais |                          |
| 2020–21   | 1     | PLK    | 6º                                    | 17-13                                 | 1-3                                   | Quartas de finais                     | Quartas de finais | 3 Liga dos Campeões TR   |
| 2021–22   | 1     | PLK    | 12º                                   | 11-19                                 |                                       |                                       | Finalista         |                          |
| 2022–23   | 1     | PLK    | 13º                                   | 11-19                                 |                                       |                                       | Finalista         | R Liga Norte Europeia SF |
| 2023–24   | 1     | PLK    | 9º                                    | 16-14                                 |                                       |                                       | Quartas de finais | R Liga Norte Europeia TR |
| 2024–25   | 1     | PLK    | 3º                                    | 19-11                                 | 9-8                                   | Finalista                             | Semifinalista     |                          |

fonte:eurobasket.com

## Artigos relacionados
- Liga Polonesa de Basquetebol
- Seleção Polonesa de Basquetebol